# 安藤ニコ
安藤 ニコ（あんどう ニコ、2000年2月28日 - ）は、日本の女優、モデル。
大阪府出身。

## 略歴
大阪にて生まれ、日本と父の出身地であるアメリカ・オレゴン州とを往復しながら育つ。
母親と散髪で訪れた三軒茶屋にてスカウトされ、芸能事務所「フォスター」に所属。
2015年に富士フイルムのCMで憧れだったモデルとして活動開始。続いてメンズファッション誌『POPEYE』の表紙を飾るなどして「あの子は誰?」と話題を呼ぶ。その後もさまざまなファッション誌に登場する。
2019年には「東京コレクション」を前身とする「Rakuten Fashion Week TOKYO 2020 SPRING/SUMMER」にてオフィシャルアンバサダーならびにキービジュアルモデルを務める。
モデル活動のかたわらで演技に挑戦し、2018年2月公開の映画『カレーライス Curry and Rice』で女優デビュー。フランスから来日したヒロイン役を全編英語で演じる。2020年にはドラマ『ペンション・恋は桃色』（フジテレビ系）、映画『一度死んでみた』などに出演する。
2021年10月1日（土）公開『12人の映像監督による12本の短編から成るアンソロジー映画『DIVOC-12』では、『魔女のニーナ』でニーナ役として主演を務める。
2022年10月29日（土）、安藤ニコ公式Instagramにて、11月1日をもち所属事務所 「フォスター」を退社し、「Bon Image/ボン イマージュ」へ移籍を発表。

## 人物
アメリカ人の父と日本人の母の間に生まれたハーフ。
身長は167cm、足のサイズは24.5cm。
特技はクラシックバレエ（6年）。
好きなスポーツは乗馬、アメリカンフットボール。好きな本はジャレド・ダイアモンド『銃・病原菌・鉄』。好きな映画は『ミッドナイト・イン・パリ』。好きな音楽はビートルズ、エレファントカシマシ。
憧れはモデル、女優として活動する水原希子。得意な英語を生かしてハリウッド進出が夢と語る。

## 出演

### 映画
- カレーライス Curry and Rice（2018年2月14日） - ヒロイン・ジャンヌ 役
- 一度死んでみた（2020年3月20日） - 桃子 役
- DIVOC-12「魔女のニーナ」（2021年10月1日）- 主演・ニーナ 役[10]
- HOMESTAY（2022年2月11日）

### テレビドラマ
- ペンション・恋は桃色（2020年1月17日 - 2月14日、フジテレビ） - ヨシオ後輩 役[11]
- どんぶり委員長（2020年10月25日 - 2021年1月3日、BSテレ東） - 中嶋 役
- 知ってるワイフ（2021年1月7日 - 3月18日、フジテレビ） - 樋口静香 役[12]

- あんのリリック-桜木杏、俳句はじめてみました-（2021年2月27日（前編）・3月6日（後編）、WOWOW） - 川本すみれ 役[13]

- ラジエーションハウスII〜放射線科の診断レポート〜 第8話（2021年11月22日、フジテレビ） - 花倉美桜 役[14]
- 失恋めし（2022年1月14日、Amazonプライム・2022年7月、読売テレビ） - 佐藤光子 役[15]
- 恋なんて、本気でやってどうするの?（2022年4月18日 - 6月20日、関西テレビ（フジテレビ系列）） - 横井めぐみ 役[16]

### テレビ番組
- ふらっとあの街 旅ラン10キロ「大学のある街 東京 国立」（2022年2月16日、NHK BSプレミアム） - 旅ランナー[17]

### 配信ドラマ
- 終わらない世界（2019年3月20日 - 、WATCHY） - セルヴァント 役[18]
- 知ってるシノハラ（2021年1月7日 - 3月18日、FOD） - ヒロイン・樋口静香 役[12][注 1]
- 恋マジのウラ撮っちゃって、どうするの?（2022年4月18日 - 、GYAO!） - 坂入めぐみ 役

### CM
- 富士フイルム 写プライズ 「友情篇」（2015年）[19]
- キユーピー ドレッシング 「SALAD FOREVER」篇（2018年）[7]

### ミュージックビデオ
- KIRINJI 20th Anniv.ショートムービー「melancholy mellow」（2018年）[20]

### 雑誌
- NYLON JAPAN[1]
- 装苑[1]
- MERY[1]

### イベント
- GirlsAward
  - GirlsAward 2016 AUTUMN/WINTER（2016年）
  - GirlsAward 2017 SPRING/SUMMER（2017年）
  - GirlsAward 2017 AUTUMN/WINTER（2017年）
  - GirlsAward 2019 SPRING/SUMMER（2019年）
  - GirlsAward 2019 AUTUMN/WINTER（2019年）
- 東京ガールズコレクション
  - 東京ガールズコレクション 2016 AUTUMN/WINTER（2016年）
  - 東京ガールズコレクション 2017 SPRING/SUMMER（2017年）
  - 東京ガールズコレクション 2017 AUTUMN/WINTER（2017年）
  - 東京ガールズコレクション 2018 SPRING/SUMMER（2018年）
  - 東京ガールズコレクション 2019 SPRING/SUMMER（2019年）
  - 東京ガールズコレクション 2019 AUTUMN/WINTER（2019年）
- tricot COMME des GARÇONS 2016-17秋冬コレクション（2016年）
- G.V.G.V. 2017-18秋冬コレクション（2017年）
- Rakuten Fashion Week TOKYO 2020 SPRING/SUMMER（2019年） - オフィシャルアンバサダー[5]